# روث بادر غينسبورغ
روث بادر غينسبورغ (/ˈbeɪdər ˈɡɪnzbɜːrɡ/، ولدت باسم جوان روث بادر، 15 مارس 1933- 18 سبتمبر 2020) هي عضو مشارك في المحكمة العليا في الولايات المتحدة.  عُينت غينسبورغ من قبل الرئيس بيل كلينتون حيث أدت اليمين في 10 أغسطس 1993. وهي ثاني قاضية (بعد ساندرا داي أوكونور) من أربعة يعينون في المحكمة العليا (إلى جانب سونيا سوتومايور وإيلينا كاجان، التي ما زالت عضوة). وما بعد تقاعد أوكونور، وحتى التحاق سوتومايور بالمحكمة، كانت جينسبيرغ هي القاضية الوحيدة في المحكمة العليا. خلال ذلك الوقت، أصبحت جينسبورج أكثر قوة من معارضيها، وهو ما لاحظه المراقبون القانونيون والمجتمع العام. يُنظر إليها عمومًا على أنها تنتمي إلى الجناح الليبرالي للمحكمة.
ولدت غينسبورغ في بروكلين، نيويورك. توفيت شقيقتها الكبرى عندما كانت طفلة، وتوفيت والدتها، التي كانت أكبر مشجعي غينسبورغ، قبل فترة وجيزة من تخرج غينسبورغ من المدرسة الثانوية. حصلت غينسبورغ على درجة البكالوريوس من جامعة كورنيل، وأصبحت زوجة وأم قبل بدء الدراسة في كلية الحقوق بجامعة هارفارد، حيث كانت واحدة من عدد قليل من النساء ضمن دفعتها. انتقلت جينسبيرغ إلى كلية الحقوق بجامعة كولومبيا، وتخرجت الأولى على مجموعتها. بعد كلية الحقوق، انتقلت غينسبورغ إلى الوسط الأكاديمي. فأصبحت أستاذة في كلية الحقوق في روتجرز وكلية الحقوق بجامعة كولومبيا، لتُدرس مادة الإجراءات المدنية، كواحدة من النساء القلائل في ذلك المجال.
أمضت جينسبورج جزءًا كبيرًا من حياتها المهنية مدافعة عن المساواة بين الجنسين وحقوق المرأة، وفازت بانتصارات متعددة أمام المحكمة العليا. عملت كمحامٍ متطوع في اتحاد الحريات المدنية الأمريكي وكانت عضوًا في مجلس إدارتها وأحد مستشاريها العامين في السبعينيات. في عام 1980، عينها الرئيس جيمي كارتر في محكمة الاستئناف الأمريكية لدائرة مقاطعة كولومبيا ‏، حيث عملت حتى تعيينها في المحكمة العليا. أخذت غينسبورغ اهتمامًا وموقعا في الثقافة الشعبية الأمريكية بسبب معارضتها الليبرالية ورفضها التراجع لدرجة إطلاق لقب «نوتوريوس بي. آي. جي.» عليها

## حياتها المبكرة والتعليم
وُلدت جوان روث بادر في 15 مارس 1933 في مدينة بروكلين بمدينة نيويورك. كانت الابنة الثانية لسيليا (امستر) وناثان بادر. سكنوا في حي فلاتبوش. كان والدها مهاجرًا يهوديًا من أوديسا، أوكرانيا، ثم في الإمبراطورية الروسية، بينما ولدت والدتها في نيويورك لأبوين يهوديين نمساويين. توفيت مارلين الابنة الكبرى لعائلة بادر بسبب التهاب السحايا في سن السادسة، عندما كانت روث بعمر 14 شهرا. :3 أطلقت العائلة عاى جوان روث اسم دلع «كيكي»، وهو اللقب الذي أعطته مارلين لها لكونها «كطفلة كانت كثيرة الرفس برجليها». :3 عندما بدأت «كيكي» المدرسة، اكتشفت والدتها سيليا أن فصل ابنتها لديه عدة فتيات أخريات يدعين جوان، لذلك اقترحت سيليا أن تدعو المعلمة ابنتها باسم «روث» لتجنب الالتباس. :3 على الرغم من أن عائلة بادر لم تكن متدينة، إلا أنها كانت تنتمي إلى مركز إيست ميدوود اليهودي ‏، وهو كنيس محافظ، حيث تعلم روث مبادئ الإيمان اليهودي واكتسبت معرفة باللغة العبرية. :14–15 في الثالثة عشرة من عمرها، عملت روث كـ «حاخام المعسكر» في برنامج صيفي يهودي في معسكر تشي نا واه في مينيرفا، نيويورك.
لعبت سيليا دورًا نشطًا في تعليم ابنتها، وغالبًا ما كانت تأخذها إلى المكتبة. كانت سيليا طالبة جيدة في شبابها، وتخرجت من المدرسة الثانوية في سن 15، لكنها لم تستطع مواصلة تعليمها لأن أسرتها اختارت إرسال أخوها إلى الكلية. فأرادت سيليا، بدورها، أن تحصل ابنتها على المزيد من التعليم، حيث اعتقدت أنه من الجيد لروث أن تصبح معلمة تاريخ في المدرسة الثانوية. التحقت روث بمدرسة جيمس ماديسون الثانوية ‏، وهي المدرسة التي لاحقا أطلقت على قاعة المحكمة بها اسم غينسبورغ تكريما لروث. كافحت سيليا مرض السرطان طوال سنوات دراسة روث في الثانوية وتوفيت في اليوم السابق لتخرج روث من المدرسة الثانوية.
التحقت روث بجامعة كورنيل في إيثاكا، نيويورك، حيث كانت عضوة في نادي ألفا إبسيلون فاي ‏. وأثناء تواجدها في كورنيل، قابلت مارتن دي غينسبورغ وهي ما تزال في عمر الـ17 ربيعا. تخرجت من كورنيل تحمل شهادة البكالوريوس في الآداب بتخصص العمل الحكومي في 23 يونيو 1954. كانت عضواً في فاي بيتا كابا وكانت العضو الأعلى مرتبة من دفعتها. تزوجت بادر من غينسبورغ بعد شهر من تخرجها من كورنيل. انتقلت هي ومارتن إلى فورت سيل ‏، حيث كان يتمركز كضابط في سلاح تدريب ضباط الاحتياط ‏ في احتياطي الجيش بعد استدعائه إلى الخدمة الفعلية. في سن 21، عملت في مكتب إدارة الضمان الاجتماعي في أوكلاهوما، حيث تم تخفيض رتبتها بسبب حملها بطفلها الأول. أنجبت ابنتها الأولى في عام 1955.
في خريف عام 1956، التحقت غينسبورغ بكلية الحقوق بجامعة هارفارد، حيث كانت واحدة من تسع نساء فقط في فصل مكون من حوالي 500 رجل. يقال إن عميد قانون هارفارد ‏ كان قد سأل الطالبات في الحقوق، بما في ذلك غينسبورغ، «لماذا أنتن في كلية الحقوق بجامعة هارفارد، وتأخذن مكان الرجال؟» عندما انتقل زوجها إلى وظيفة في مدينة نيويورك، انتقلت غينسبورغ إلى كلية الحقوق بجامعة كولومبيا ولتصبح أول امرأة على قائمة اثنين من أهم قوائم المراجعة لمنح شهادة ممارسة القانون ‏: قائمة هارفارد للقانون ‏ و قائمة كولومبيا للقانون ‏. في عام 1959، حصلت أخيرا على شهادتها في القانون من جامعة كولومبيا حيث أحتلت المركز الأول مكرر في دفعتها.

## بداية مسيرتها العملية
في بداية حياتها المهنية القانونية، واجهت جينسبورج صعوبة في العثور على عمل. ففي عام 1960، رفضت قاضية المحكمة العليا فيليكس فرانكفورتر السماح غينسبورغ لشغل منصب تدريب إكلينيكي وذلك بسبب كونها أنثى. تم رفضها على الرغم من توصية قوية من ألبرت مارتن ساكس ‏، الذي كان أستاذاً وعميدًا لاحقًا لكلية الحقوق بجامعة هارفارد.  بروفيسور الحقوق في جامعة كولومبيا جيرالد غونتر طلب من القاضي ادموند إل. بالميري ‏ من محكمة مقاطعة الولايات المتحدة في المنطقة الجنوبية من نيويورك، توظيف غينسبورغ بموقع كاتب قانوني، مهددا بعدم إصدار أية توصية لأي طالب من كولومبيا إلى بالميري إذا لم يمنح جينسبيرغ الفرصة، ومتعهدا بتزويد القاضي بكاتب بديل في حالة عدم نجاح جينسبورج. في وقت لاحق من ذلك العام، استلمت غينسبورغ موقعها الوظيفي مع القاضي بالميري، وشغلته لمدة عامين.

### العالم الأكاديمي

#### مرحلة السويد
في الفترة من 1961 إلى 1963، كانت غينسبورغ باحثة مشاركة ثم مديرة مشاركة لمشروع في كلية الحقوق بجامعة كولومبيا يتعلق بالإجراءات الدولية؛ وتعلمت اللغة السويدية لتشترك في تأليف كتاب مع أندرس بروزيليوس حول الإجراءات المدنية في السويد. أجرت جينسبورج أبحثًا مكثفة لكتابها في جامعة لوند بالسويد. أثرت فترة غينسبورغ في السويد على تفكيرها في المساواة بين الجنسين. ألهمها ما رأته من تغييرات في السويد، حيث كانت النساء تشكل ما نسبته 20 إلى 25 في المئة من جميع طلاب القانون؛ كانت إحدى القضاة الذين راقبتهم جينسبيرغ خلال بحثها، تعمل في منصبها وهي حامل لمدة ثمانية أشهر.

#### التدريس
كان أول عمل لها أستاذة في كلية الحقوق في روتجرز في عام 1963. لم يكن التعيين مثاليا؛ فقد أُبلغت غينسبورغ أنها ستتقاضى أجراً أقل من زملائها الذكور لأن زوجهاً يعمل بأجر جيد. في الوقت الذي دخلت فيه غينسبورغ الأوساط الأكاديمية، كانت واحدة من أقل من 20 أستاذة في القانون في كامل الولايات المتحدة. عملت كأستاذة في قانون الإجراءات المدنية، في روتجرز من عام 1963 إلى عام 1972، وحصلت على حقها في شغر المنصب بشكل دائم في الجامعة عام 1969.
في عام 1970، شاركت في تأسيس مجلة "مراسل قانون حقوق المرأة" ‏، وهي أول مجلة قانونية في الولايات المتحدة تركز بشكل حصري على حقوق المرأة. من عام 1972 إلى عام 1980، درّست في جامعة كولومبيا، حيث أصبحت أول امرأة بوظيفة مثبتة ‏ وشاركت في تأليف أول كتيب قانون يختص بالتمييز بين الجنسين. قضت أيضًا عامًا كزميل في مركز الدراسات المتقدمة في العلوم السلوكية بجامعة ستانفورد من 1977 إلى 1978.

### التقاضي والادعاء

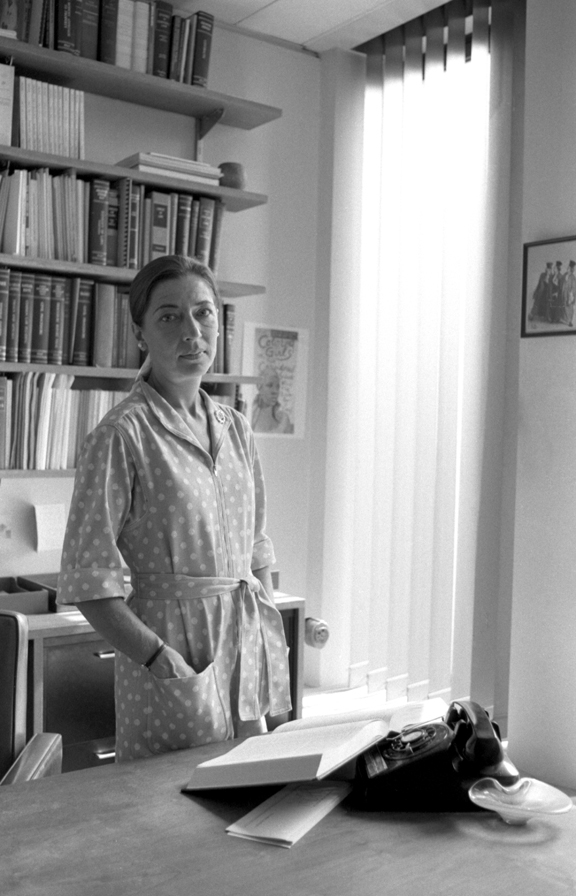
غينسبورغ في عام 1977، تصوير لين جيلبرت.

في عام 1972، شاركت جينسبيرغ في تأسيس مشروع حقوق المرأة في الاتحاد الأمريكي للحريات المدنية (ACLU)، وفي عام 1973، أصبحت المستشار العام للمشروع. شارك مشروع حقوق المرأة وما يتصل بها من مشاريع اتحاد الحريات المدنية بأكثر من 300 قضية تمييز جنساني بحلول عام 1974. كمديرة لمشروع حقوق المرأة في اتحاد الحريات المدنية، مثلت ست قضايا للتمييز بين الجنسين أمام المحكمة العليا بين عامي 1973 و 1976، وفازت بخمس. وبدلاً من مطالبة المحكمة بإنهاء جميع أشكال التمييز بين الجنسين في آن واحد، قامت جينسبورغ برسم مسار إستراتيجي، مع الأخذ في الاعتبار القوانين التمييزية المحددة والبناء على كل انتصار متتالي. اختارت المُدّعين بعناية، وأحياناً من الذكور لإثبات أن التمييز بين الجنسين يضر بالرجال والنساء على السواء. تضمنت القوانين التي استهدفتها غينسبورغ تلك التي ظهرت على السطح وكأنها في صالح المرأة، لكنها في الواقع عززت فكرة أن النساء بحاجة إلى الاعتماد على الرجال. امتدت دعوتها الإستراتيجية إلى اختيار الكلمات، مفضلة استخدام «الجندر» بدلاً من «الجنس»، بعد ملاحظة من سكرتيرتها أن كلمة «جنس» ستشكل نقطة إلهاء للقضاة. حصلت على سمعتها كمتحدثة شفهية ماهر، وعملها أدى مباشرة إلى إنهاء التمييز بين الجنسين في العديد من مجالات القانون.
تطوعت جينسبيرغ لكتابة موجز لقضية ريد ضد ريد. ‏ حيث مددت فيه المحكمة العليا بند المساواة في الحماية في التعديل الرابع عشر لتشمل المرأة.  جادلت وفازت بقضية ، حيث طعنت في قانون يجعل من الصعب على من تعمل في الخدمة المطالبة ببدل سكن متزايد لزوجها مقارنة بذكر يعمل في الخدمة ويسعى للحصول على نفس العلاوة لزوجته. جادلت غينسبورغ بأن النظام الأساسي يعامل النساء على أنهن أقل شأنا، وصدر حكم المحكمة العليا بنسبة 8-1 لصالحها. حكمت المحكمة مرة أخرى لصالح غينسبورغ في قضية فاينبيرغر ضد ويزينفيلد، حيث ترافعت غينسبورغ عن أرملٍ محروم من إعانات الباقين على قيد الحياة بموجب الضمان الاجتماعي، والضمان الاجتماعي كان يسمح للأرامل النساء، لا الذكور، بالجمع بين مزايا معية أثناء رعاية الأطفال القاصرين. قالت غينسبورغ إن النظام الأساسي يميز ضد الناجين الذكور من العمال بحرمانهم من الحماية ذاتها التي تتمتع بها نظيراتهم من النساء.
قدمت غينسبورغ إيجازًا صديقًا عندما جلس مع المحامي في المناقشة الشفوية في قضية كريغ ضد بورين ‏، طاعنة في قانون أوكلاهوما الذي يحدد قيم دنيا مختلفة لسن شرب الكحول لدى كل من الرجال والنساء. ولأول مرة، تفرض المحكمة ما يُعرف باسم التدقيق الوسيط ‏ على القوانين التي تنطوي على تمييز على أساس الجنس، وهو معيار مشدد للمراجعة الدستورية. وكانت قضيتها الأخيرة كمحام أمام المحكمة العليا هي  عام 1978، حيث طعنت في صحة أختيارية واجب هيئة المحلفين للمرأة، على أساس أن المشاركة في واجب هيئة المحلفين كانت خدمة حكومية حيوية للمواطن، وبالتالي لا ينبغي أن تكون اختيارية بالنسبة للمرأة. في نهاية حجة غينسبورغ الشفوية، سأل القاضي المعاون آنذاك وليام رينكويست غينسبورغ، «أنت لن تقبلي بوضع سوزان ب. أنتوني على الدولار الجديد، إذن؟» فقالت غينسبورغ إنها تفكر في الرد، «لن نوافق على الرموز»، لكنها اختارت بدلاً من ذلك عدم الإجابة عن السؤال.
ينسب الباحثون القانونيون والدعاة القانونيون الفضل إلى غينسبورغ في إحراز تقدم قانوني كبير للمرأة بموجب بند الحماية المتساوية في الدستور. أدت الانتصارات القانونية المتتابعة لجنسبرج إلى تثبيط المجالس التشريعية عن معاملة النساء والرجال بشكل مختلف بموجب القانون. واصلت غينسبورغ العمل في مشروع حقوق المرأة في اتحاد الحريات المدنية الأمريكي حتى تعيينها في البرلمان الاتحادي في عام 1980. لاحقا، أثنت الزميلة أنتونين سكاليا على مهارات جينسبيرغ كمدافعة، «أصبحت المحامي الأساسي (بشكل ناجح) للدفاع عن حقوق المرأة - كبديل لثورجود مارشال، إذا جاز التعبير». كانت هذه المقارنة التي طرحها المحامي العام السابق إروين جريسوولد، والذي كان أيضًا أستاذًا وعميدًا سابقًا في كلية الحقوق بجامعة هارفارد، في خطاب ألقاه عام 1985. 

## محكمة الاستئناف الأمريكية
تم ترشيح غينسبورغ من قبل الرئيس جيمي كارتر في 14 أبريل 1980، لشغل مقعد في محكمة الاستئناف الأمريكية لدائرة مقاطعة كولومبيا ‏ والذ شغر بوفاة القاضي هارولد ليفينثال [الإنجليزية]. تم تثبيت القرار من قبل مجلس الشيوخ الأمريكي في 18 يونيو 1980، واستلمت اوراق اعتمادها في وقت لاحق من ذلك اليوم. تم إنهاء خدمتها في 9 أغسطس 1993، بسبب ترقيتها إلى المحكمة العليا للولايات المتحدة. خلال فترة عملها كقاضية في دائرة العاصمة، وصلت غينزبرغ إلى الإجماع في كثير من الأحيان مع زملائها بما في ذلك المحافظان روبرت بورك وأنتونين سكاليا. أكسبها وقتها في المحكمة سمعة بأنها «فقهية حذرة» ومعتدلة. حل ديفيد س. تاتيل [الإنجليزية] بموقعها بعد تعيينها في المحكمة العليا.

## المحكمة العليا

### الترشيح والتأكيد

جينسبرغ تقبل رسميا ترشيح الرئيس بيل كلينتون في 14 يونيو 1993.

رشحها الرئيس بيل كلينتون كقاضٍ مساعد في المحكمة العليا في 14 يونيو 1993، لشغل المقعد الذي تم شغر بتقاعد القاضي بايرون وايت. أوصى ت جانيت رينو (آنذاك النائب العام) بغينسبورغ لكلينتون بعد اقتراح إسمها من قبل سيناتور يوتا الجمهوري أورين هاتش. في وقت ترشيحها، كان يتم النظر إلى غينسبورغ على أنها معتدلة. وبحسب ما ورد كان كلينتون يتطلع إلى زيادة التنوع في المحكمة، وهو ما فعلته غينسبورغ كأول قاضية يهودي منذ استقالة القاضي آبي فورتاس عام 1969، وهي أول قاضية يهودية على الإطلاق، وثاني أنثى كقاضي. أصبحت في نهاية المطاف اليهودية صاحبة أطول مدة خدمة على الإطلاق. صنفت اللجنة الدائمة ‏ لنقابة المحامين الأمريكية ‏ التابعة للجهاز القضائي الفيدرالي ‏ غينسبورغ على أنها «مؤهلة جيدًا»، وهو أعلى تصنيف ممكن.

رئيس القضاة وليام رينكويست يؤدي مراسم حلف اليمين الدستورية لغينسبورغ بصفتها قاضيا مشاركا في المحكمة العليا. يقف معهما كل من زوجها مارتن غينسبورغ والرئيس كلينتون.

خلال شهادتها اللاحقة أمام لجنة مجلس الشيوخ بالولايات المتحدة بشأن القضاء كجزء من جلسات الاستماع للتأكيد، رفضت الإجابة عن أسئلة حول رأيها في دستورية بعض القضايا مثل عقوبة الإعدام لأنها كانت مسألة قد يتعين التصويت عليها إذا ما طرحت أمام المحكمة.
في الوقت نفسه، أجابت غينسبورغ على أسئلة حول بعض القضايا المثيرة للجدل. فعلى سبيل المثال، أكدت إيمانها بالحق الدستوري في الخصوصية وشرحت باستفاضة فلسفتها القضائية الشخصية وأفكارها المتعلقة بالمساواة بين الجنسين. :15–16 كانت جينسبيرغ أكثر صراحة في مناقشة آرائها حول مواضيع كانت قد كتبت عنها من قبل. أكدها مجلس شيوخ الولايات المتحدة بأغلبية 96 صوتًا مقابل 3 أصوات في 3 أغسطس 1993،  وقد حصلت على اعتمادها في 5 أغسطس 1993، وأدت اليمين القانونية في 10 أغسطس، 1993.
طفى اسم غينسبورغ لاحقًا أثناء عملية تأكيد جون روبرتس. فلم تكن غينسبيرج هي المرشحة الأولى التي تجنبت الإجابة عن بعض الأسئلة المحددة أمام الكونغرس،  فكمحام شاب في عام 1981، قدم روبرتس رأيه بعدم تقديم مرشحي المحكمة العليا لردود محددة. ومع ذلك، فإن بعض المعلقين المحافظين وأعضاء مجلس الشيوخ احتجوا بعبارة «سابقة غينسبورغ» للدفاع عن امتناعه. في خطاب ألقته في 28 سبتمبر 2005 في جامعة ويك فورست، قالت غينسبورغ أن رفض روبرتس للإجابة على الأسئلة خلال جلسات استماع تأكيد مجلس الشيوخ بشأن بعض الحالات كان «صحيحًا بلا شك».

### فقهها في المحكمة العليا
تصف غينسبورغ أدائها في المحكمة بأنه ذو نهج حذر في عملية الفصل في القضايا. لقد جادلت في خطاب قبل ترشيحها للمحكمة بفترة وجيزة بأن «الطلبات القضائية السابقة ‏ تبدو لي مناسبة، بشكل أفضل بكثير، لإصدار الأحكام الدستورية والقانون العام. بينما الطروحات العقائدية المبنية بشكل سريع للغاية، كما تُعلّمنا التجربة، قد تكون غير مستقرة.» وصف عالم الشؤون القانونية كاس صنشتاين ‏ غينسبورغ بأنها تمثل «الحد الأدنى العقلاني»، فهي قاضية تسعى إلى البناء بحذر على سابقة بدلاً من دفع الدستور نحو رؤيتها الخاصة. :10–11
تقاعد القاضية ساندرا داي أوكونور في عام 2006 جعل من غينسبورغ المرأة الوحيدة في المحكمة.  أشارت ليندا غرينهاوس من صحيفة نيويورك تايمز إلى فترة 2006-2007 اللاحقة للمحكمة بأنها «الوقت الذي وجدت فيه القاضية روث بادر جينسبيرغ صوتها واستخدمه». شملت تلك الفترة المرة الأولى في تاريخ غينسبورغ مع المحكمة لتقرأ العديد من التماسات المعارضة الصادرة عن مقاعد البدلاء، وهو تكتيك يستخدم للإشارة إلى خلاف أكثر حدة مع الأغلبية.
مع تقاعد القاضي جون بول ستيفنز، أصبحت غينسبورغ العضو الأول في ما يشار إليه أحيانًا باسم «الجناح الليبرالي» للمحكمة. عندما يؤول قرار المحكمة إلى نسبة 5 إلى 4، وفقًا للأيديولوجيات، ويكون القضاة الليبراليون هم الأقلية، فغالبًا ما كانت غينسبورغ تتمتع بسلطة اتخاذ الرأي المخالف ‏ بسبب أقدميتها.  غينسبورغ من المؤيدين للمعارضين الليبراليين الذين يتحدثون «بصوت واحد»، وحيثما كان ذلك ممكنًا عملياً، يقدمون نهجًا موحدًا يمكن لجميع القضاة المعارضين الاتفاق عليه.

### الإجهاض
ناقشت غينسبورغ وجهات نظرها بشأن الإجهاض والمساواة الجنسية في مقابلة مع صحيفة نيويورك تايمز عام 2009، قالت فيها عن الإجهاض «الأمر الأساسي هو أنه ليس للحكومة علاقة لتتخذ هذا الخيار نيابة عن المرأة». على الرغم من أن جينسبيرغ دعمت باستمرار حقوق الإجهاض وانضمت إلى رأي المحكمة في إلغاء قانون الإجهاض الجزئي في ‏ نبراسكا في ، إلا أنها وفي الذكرى الأربعين لحكم المحكمة في قضية روي ضد واد.، انتقدت القرار باعتباره إنهاء لحركة ديمقراطية ناشئة لتحرير قوانين الإجهاض والتي ربما كانت لتبني إجماع أكثر دواما لدعم حقوق الإجهاض. كانت ضمن غينسبورغ مجموعة الأقلية بالنسبة لجونزاليس ضد. ‏ كارهارت، وهو قرار صدر بـ 5 أصوات مقابل 4 يؤيد القيود المفروضة على الإجهاض الجزئي. في معارضتها، عارضت غينسبورغ قرار الأغلبية بالرجوع إلى نتائج تشريعية مفادها أن الإجراء لم يكن آمناً للنساء. ركزت غينسبورغ غضبها على الطريقة التي توصل بها الكونغرس إلى نتائجه وبصدقية النتائج. وكقاضية ضمن الأغلبية في قضية صحة المرأة الكاملة ضد هيلرشتيت ‏ ، القضية التي ألغت أجزاء من قانون تكساس لعام 2013 الذي ينظم عمل مقدمي خدمات الإجهاض، قامت غينسبورغ بوضع رأي قصير مؤكد أكثر انتقادًا للتشريع المعني. وأكدت أن التشريع لم يكن يهدف إلى حماية صحة المرأة، كما ادعت تكساس، بل لإعاقة وصول المرأة إلى خدمات الإجهاض.

### التمييز الجنسي
كتبت غينسبورغ نص رأي المحكمة في قضية الولايات المتحدة ضد. ‏ فرجينيا، التي ألغت سياسة قبول الذكور فقط لمعهد فرجينيا العسكري [الإنجليزية] (VMI) باعتبارها انتهاكًا لفقرة الحماية المتساوية في التعديل الرابع عشر. المعهد هو مؤسسة مرموقة تديرها الدولة ومستوحاة من الجيش ولا تقبل النساء. بالنسبة إلى غينسبورغ، لا يمكن لجهة تمثل الدولة مثل المعهد استخدام حجة الجنس لحرمان المرأة من فرصة الأنتساب للاستفادة من أدوات المعهد التعليمية الفريدة. أكدت جينسبيرغ أنه يجب على الحكومة إظهار «تبرير مقنع للغاية» لاستخدام تصنيف يعتمد على الجنس.

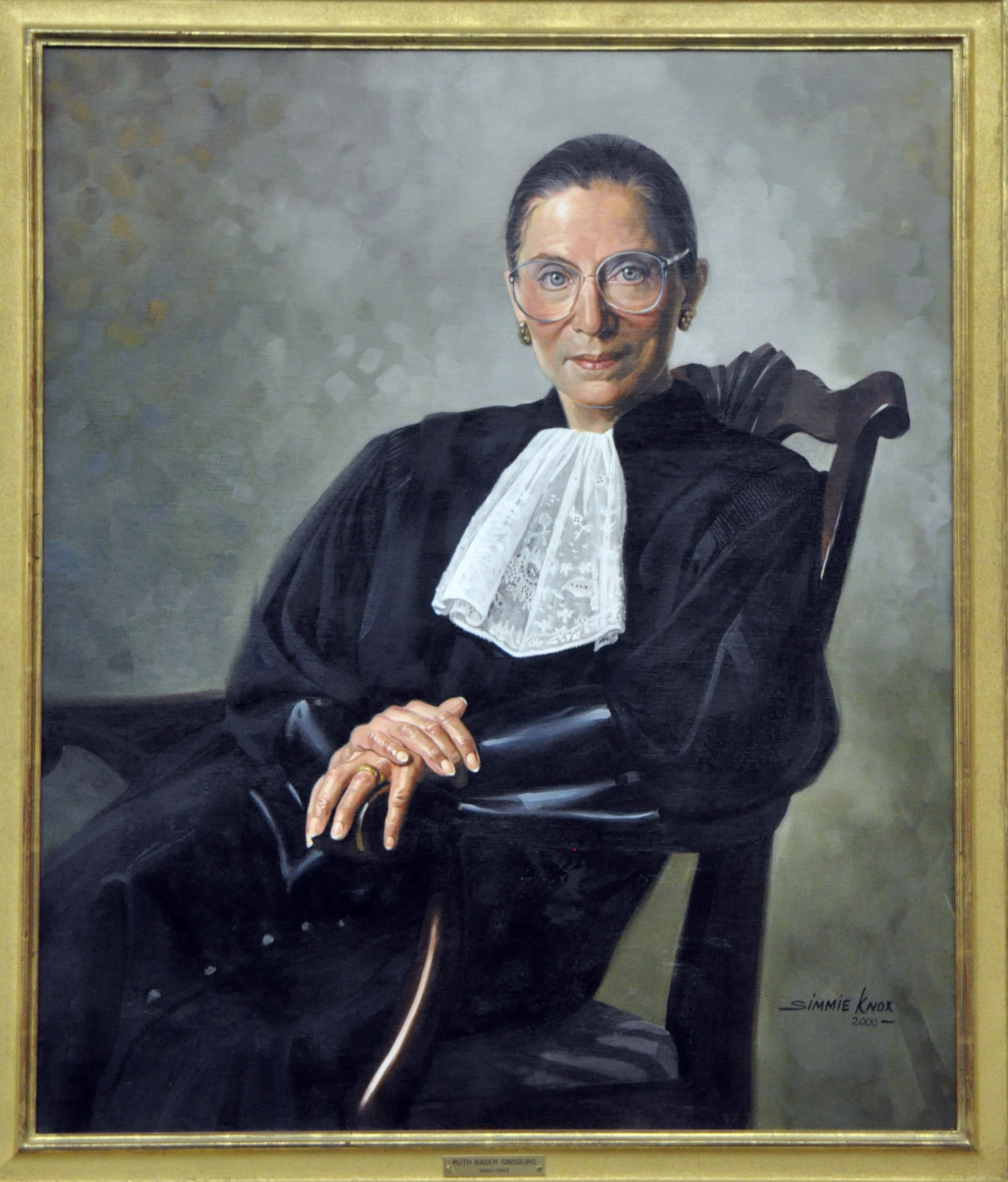
رسم لغينسبورغ من عام 2000

كانت غينسبورغ معارضة في قرار المحكمة بشأن ليدبيتر ضد. ‏ جوديير، وهي القضية التي رفعت فيها المدعية ليلي ليدبتر دعوى ضد صاحب عملها مدعية فيها بالتمييز في الأجر على أساس جنسها بموجب المادة السابعة من قانون الحقوق المدنية لعام 1964. في قرار من 5 إلى 4، فسرت الأغلبية قانون التقادم على أنه يؤثر في وقت كل فترة دفع، حتى لو لم تكن المرأة تعلم أنها تحصل على أجر أقل من زميلها الذكر حتى وقت لاحق. وجدت جينسبورج النتيجة سخيفة، مشيرة إلى أن النساء في كثير من الأحيان لا يعرفن أنه يتم دفع أجور أقل لهن، وبالتالي كان من الظلم أن نتوقع منهم أن يقمن بإجراء في وقت كل راتب. كما لفتت الانتباه إلى إحجام النساء في المجالات التي يسيطر عليها الذكور عن تقديم اعتراضات عن طريق رفع دعاوى قضائية على مبالغ صغيرة، واختيارهن بدلاً من ذلك الانتظار حتى يتراكم التباين. كجزء من معارضتها، دعت غينسبورغ الكونغرس إلى تعديل الباب السابع لإلغاء قرار المحكمة للتشريع. بعد انتخاب الرئيس باراك أوباما في عام 2008، أصبح قانون ليلي ليدبيتر للأجور العادلة ‏، الذي يسهل على الموظفات الفوز بمطالبات التمييز في الأجور، نافذاً. كان الفضل لغينسبورغ في المساعدة على إلهام أفكار القانون.

### التفتيش والمصادرة
على الرغم من أن غينسبورغ لم تكتب رأي الأغلبية، إلا أن لها الفضل في التأثير على زملائها في قضية مدرسة مقاطعة سافورد يونيفيد ضد ردينغ ‏. قضت المحكمة بأن إحدى المدارس تمادت عند إجبار طالبة تبلغ من العمر 13 عامًا على التجرد من ملابسها والوقوف فقط بالصدرية وسروالها الداخلي حتى تتمكن الموظفات من البحث عن المخدرات. في مقابلة نُشرت قبل قرار المحكمة، شاركت غينسبيرغ وجهة نظرها بأن بعض زملائها لم يقدّروا تمامًا تأثير «البحث من خلال التعرية» على فتاة تبلغ من العمر 13 عامًا. كما أوضحت، «هم ذكور ولا يعرفوا معنى أن كونك فتاة تبلغ من العمر 13 عامًا.» في قرار من 8 إلى 1، وافقت المحكمة على أن بحث المدرسة ذهب بعيدا وانتهك التعديل الرابع وسمحت لقضية الطالبة ضد المدرسة للمضي قدما. لكن فقط غينسبورغ وستيفنز كانا سيسمحا للطالبة بالتوسع من مقاضاة مسؤولي المدارس كأفراد.
في قضية هيررنغ ضد الولايات المتحدة ‏، عارضت غينسبورغ قرار المحكمة بعدم منع استعمال الأدلة بسبب فشل ضابط الشرطة في تحديث نظام الكمبيوتر. على النقيض من تأكيد روبرتس على المنع كوسيلة لردع سوء سلوك الشرطة، اتخذت غينسبورغ وجهة نظر أكثر قوة بشأن استخدام المنع كعلاج لانتهاك حقوق التعديل الرابع للمدعى عليه. نظرت غينسبورغ إلى المنع كوسيلة لمنع الحكومة من الاستفادة من الأخطاء، وبالتالي كعلاج للحفاظ على السلامة القضائية واحترام الحقوق المدنية. :308 كما رفضت تأكيد روبرتس على أن المنع لن يردع الأخطاء، بدعوى أن جعل الشرطة تدفع ثمناً باهظاً للأخطاء من شأنه تشجيعهم على أبداء اهتمام بقدر أكبر. :309

### القانون الدولي
دعت غينسبورغ إلى استخدام القوانين والتشريعات الأجنبية لتشكيل القانون الأمريكي في الآراء القضائية؛ كان هذا رأيًا لم يشاركها فيه بعض زملائها المحافظين. تدعم غينسبورغ استخدام التفسيرات الأجنبية للقانون من أجل القيمة المقنعة والحكمة المحتملة، وليس كسوابق تلتزم بها المحكمة. وعبرت غينسبورغ عن وجهة نظر مفادها أن استشارة القانون الدولي هو تقليد متأصل في القانون الأمريكي، معتبرة كل من جون هنري ويغمور ‏ والرئيس جون آدامز كأمميين. يعود اعتماد غينسبورغ على القانون الدولي إلى وقتها عملها كمحامية؛ في أول حجة أمام المحكمة، ريد ضد. ريد،(1971)، استشهدت بحالتين ألمانيتين. في رأيها المتفق عليه في قضية جروتر ضد بولينجر ‏، وهو قرار يدعم سياسة القبول في العمل الإيجابي لكلية الحقوق بجامعة ميشيجان، أشارت إلى أن هناك اتفاقًا بين فكرة أن سياسات القبول بالعمل الإيجابي سيكون لها نقطة نهاية وأنها متوافقة مع المعاهدات الدولية المصممة لمكافحة العنصرية والتميز ضد الجنس.

### القضايا الأبرز
- الولايات المتحدة ضد فرجينيا ، فتوى المحكمة
- ، فتوى المحكمة
- أولمستيد ضد إل سي  [لغات أخرى]‏ ، فتوى المحكمة
- أصدقاء الأرض، شركة ضد شركة ليدلو للخدمات البيئية  [لغات أخرى]‏ ، فتوى المحكمة
- بوش ضد جور  [لغات أخرى]‏ ، المعارضة
- ، فتوى المحكمة
- ، فتوى المحكمة
- ليدبيتر ضد شركة جوديير للاطارات والمطاط ، المعارضة
- جونزاليس ضد كارهارت ، المعارضة
- ، المعارضة
- الاتحاد الوطني للأعمال المستقلة ضد سيبيليوس  [لغات أخرى]‏ فتوى المحكمة
- ، المعارضة

## نشاطات أخرى

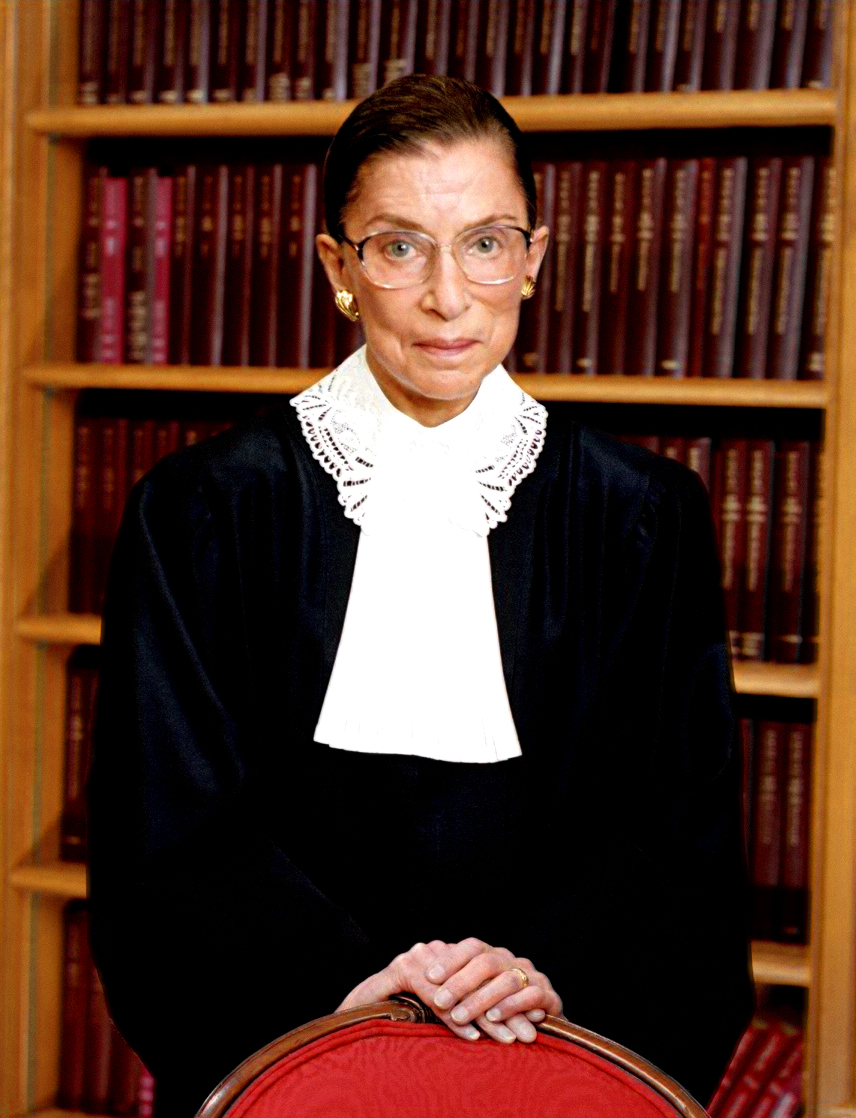
صورة غينسبورغ،

بناءً على طلب آل غور، أدارت غينسبورغ حفل قسم اليمين الدستورية لنائب الرئيس آل غور لولاية ثانية خلال الافتتاح الثاني لبيل كلينتون ‏ في 20 يناير 1997. كانت ثالث امرأة تدير حفل القسم التمهيدي. يُعتقد أن غينسبورغ هي أول قاضٍ في المحكمة العليا يتولى الإشراف على حفل زفاف من نفس الجنس، حيث أدارت في 31 أغسطس 2013 حفل زفاف مايكل كايزررئيس مركز كينيدي ‏ وجون روبرتس، الخبير الاقتصادي الحكومي. سابقا في ذلك الصيف، عززت المحكمة حقوق الزواج المثلي في قضيتين منفصلتين. تؤمن غينسبورغ أن تلك القضيتين دفعت الأزواج من نفس الجنس إلى أن يطلبوا منها تولي عقد رسوم زواجهم لأنه لم يعد هناك خوف من المساومة على الأحكام المتعلقة بهذه القضية.
كانت المحكمة العليا تؤرخ شهاداتها بعبارة «في عام ربنا» ("in the year of our Lord")، وهو الأمر الذي عارضه بعض اليهود الأرثوذكس، وطلبوا من غينسبورغ الاعتراض عليه، وقد فعلت. ونظرا لاعتراضها، فقد تم منذ ذلك الحين منح أعضاء نقابة المحامين بالمحكمة العليا خيارات أخرى حول كيفية تسجيل السنة على شهاداتهم.
على الرغم من الاختلافات الأيديولوجية، تعتبرت غينسبورغ زميلها سكاليا الأقرب لها في المحكمة. وغالبًا ما يتناولا العشاء ويحضرا الأوبرا معًا. في وقت فراغها، ظهرت غينسبورغ في العديد من أدوار الأوبرا ولكن بدون حوار مثل Die Fledermaus (2003) و Ariadne auf Naxos (1994 مع سكاليا، و 2009). وقدمت بعض العبارات التي كانت قد صاغتها بنفسها في The Daughter of the Regiment ‏ 2016).
في يناير 2012، ذهبت غينسبورغ إلى مصر لمدة أربعة أيام وذلك لعد المناقشات مع القضاة وأعضاء هيئة التدريس بكلية الحقوق وطلاب كلية الحقوق والخبراء القانونيين. في مقابلة مع قناة الحياة، ذكرت أن الشرط الأول لأي دستور جديد يجب أن يكون «حماية حقوق الإنسان الأساسية مثل التعديل الأول لدينا». وردا على سؤال حول ما إذا كان ينبغي لمصر أن تصوغ دستورها الجديد على دستور الدول الأخرى، قالت إن مصر «يجب أن تكون مدعومة بكافة النصوص الدستورية التي استمرت منذ نهاية الحرب العالمية الثانية»، مشيرة إلى دستور الولايات المتحدة و دستور جنوب إفريقيا. كوثائق قد تتطلع إليها في حالة صياغة دستور جديد. قالت إن الولايات المتحدة كانت محظوظة بحصولها على دستور وضعه رجال "حكماء جداً" لكنها أشارت إلى أنه في الثمانينيات من القرن التاسع عشر، لم تتمكن أي امرأة من المشاركة مباشرة في العملية، وكانت العبودية وقتها ما تزال موجودة في الولايات المتحدة
خلال ثلاث مقابلات منفصلة أجريت في يوليو 2016، انتقدت غينسبورغ المرشح الرئاسي الجمهوري المفترض دونالد ترامب، وقالت لصحيفة نيويورك تايمز ووكالة أسوشيتيد برس إنها لا تريد التفكير في إمكانية تولي ترامب الرئاسة. وقالت مازحا أنها قد تفكر في الانتقال إلى نيوزيلندا. واعتذرت في وقت لاحق لتعليقها على المرشح الجمهوري المفترض ‏، ووصفت تصريحاتها بأنها «سيئة».

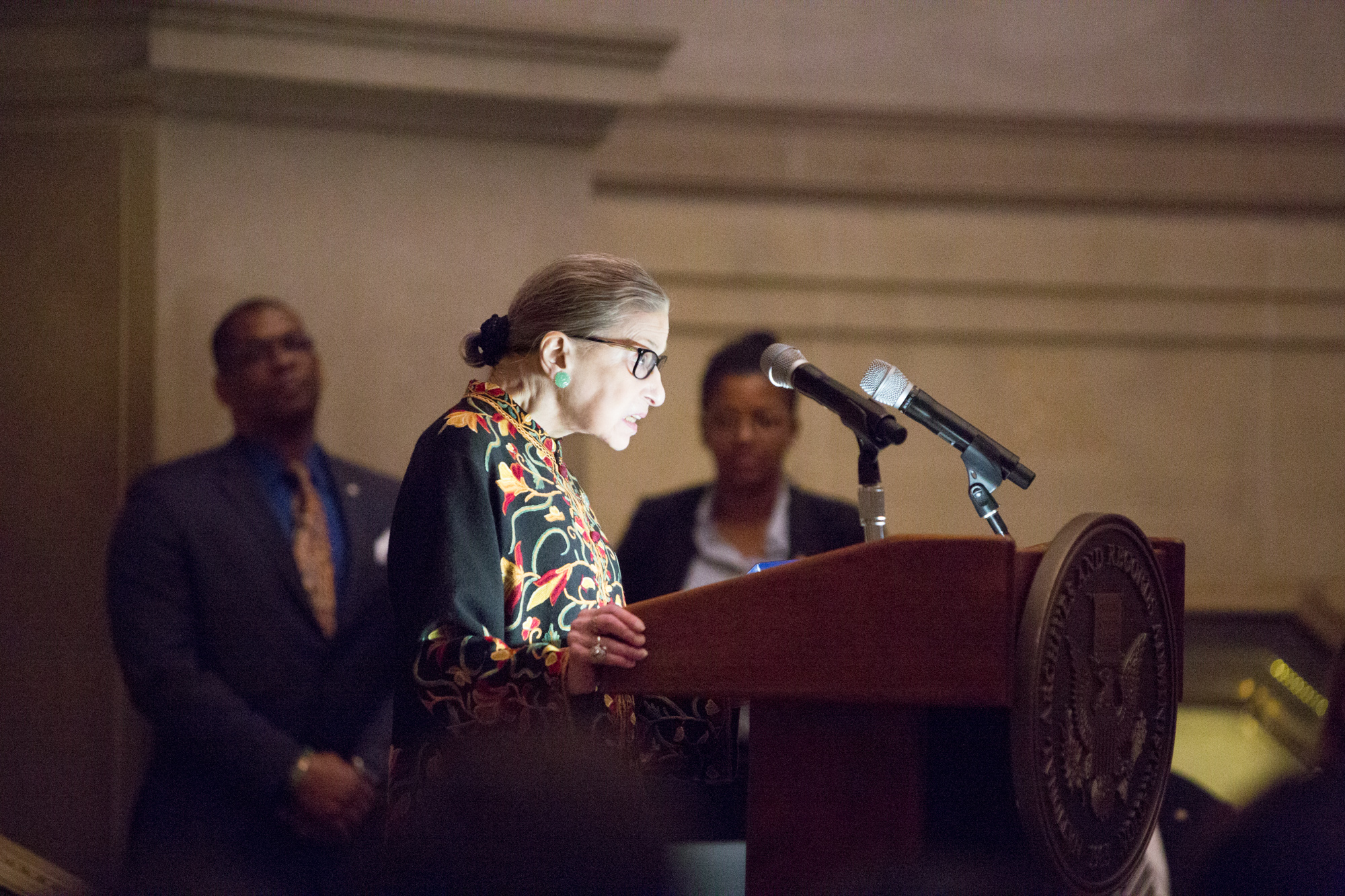
غينسبورغ تتحدث في حفل التجنس في الأرشيف الوطني في عام 2018

صدر أول كتاب لغينسبورغ، بعنوان كلماتي My Own Words ونشره سيمون وشوستر، وذلك في 4 أكتوبر 2016. ظهر الكتاب لأول مرة فيقائمة أفضل الكتب مبيعا لصحيفة نيويورك تايمز. أثناء الترويج لكتابها في أكتوبر 2016 وخلال مقابلة مع كاتي كوريك، وضمن ردها على سؤال حول اختيار كولن كايبرنيك عدم الوقوف للنشيد الوطني ضمن حدث رياضي، وصفت احتجاجه بأنه «غبي حقًا». واعتذرت في وقت لاحق عن انتقاداتها ووصفت تعليقاتها السابقة بأنها «مرفوضة وقاسية بشكل غير لائق»، وأشارت إلى أنها لم تكن على دراية بالحادثة وكان ينبغي عليها رفض الإجابة على السؤال.
في عام 2018، أعربت غينسبورغ عن دعمها لحركة#MeToo، التي تشجع النساء على التحدث عن تجاربهن في التحرش الجنسي. قالت وقتها للحضور: «لقد حان الوقت. لفترة طويلة كانت النساء صامتات، وكان جل التفكير في فكرة أنه لا يوجد شيء يمكن القيام به حيال ذلك، ولكن القانون الآن إلى جانب النساء، أو الرجال، الذين يواجهون المضايقات وهذا شيء جيد.» كما أنها عكست، متحدثة، تجربتها الخاصة في قضية التمييز بين الجنسين والتحرش الجنسي، بما في ذلك الوقت الذي حاول فيه أستاذ الكيمياء في جامعة كورنيل أن يبادلها إجابات الامتحان مقابل الجنس.

## الحياة الشخصية
بعد أيام قليلة من تخرجها من كورنيل، تزوجت من مارتن دي غينسبورغ، الذي أصبح فيما بعد محامي ضرائب بارز دوليًا. عند انضمامها إلى دائرة العاصمة، انتقل الزوجان من نيويورك إلى واشنطن العاصمة، حيث أصبح زوجها أستاذاً للقانون في مركز الحقوق بجامعة جورج تاون. ابنتهما، جين سي. غينسبيرغ [الإنجليزية] (مواليد [الإنجليزية] 1955)، أستاذة في كلية كولومبيا للقانون. ابنهما، جيمس ستيفن غينسبيرغ [الإنجليزية] (مواليد [الإنجليزية] 1965)، هو مؤسس ورئيس شركة سيديل للتسجيلات ‏، وهي شركة لتسجيل الموسيقى الكلاسيكية مقرها في شيكاغو، إلينوي. غينسبورغ هي جدة لأربعة أحفاد.
بعد ولادة ابنتهما، تم تشخيص إصابة زوجها بسرطان الخصية. خلال هذه الفترة، حضرت غينسبورغ الفصول الدراسية ودونت أعمال كل منهما، وكتبت أبحاث زوجها والتي كان يمليها هو عليها. طبعا بخلاف رعاية ابنتهما وزوجها المريض - كل ذلك أثناء تم خلال تقيم عملها في مراجعة قانون هارفارد لأدائها. احتفلوا بمرور 56 عامًا على زواجهم في 23 يونيو 2010. توفي مارتن غينسبورغ بسبب مضاعفات السرطان في 27 يونيو 2010. كانا قد تحدثا وفي العلن عن الزواج المشترك ضمن الأبوة والأمومة ‏، بما في ذلك في خطاب كتبه مارتن غينسبورغ وكان يعتزم إلقائه قبل وفاته، وألقته روث بعد وفاته.

## التكريم
في عام 2002، تم إدراج غينسبورغ في قاعة مشاهير النساء الوطنية. حصلت غينسبورغ على لقب واحدة من أقوى 100 امرأة (2009)، واحدة من نساء عام20120 في مجلة غلامور، وواحدة من أكثر 100 شخصية مؤثرة ضمن مجلة تايم (2015). حصلت على درجة الدكتوراه الفخرية في الحقوق من كل من جامعة ويلاميت [الإنجليزية] (2009)، جامعة برينستون (2010)، وجامعة هارفارد (2011).
في عام 2013، تم كشف النقاب عن لوحة تضم أربعة قضاة إناث شغلن منصب قضاة في المحكمة العليا (غينسبورغ، ساندرا داي أوكونور، سونيا سوتومايور وايلينا كاغان) وذلك في معرض سميثسونيان الوطني للصور في واشنطن، دي سي وحسب سميثسونيان في ذلك الوقت، تمت إعارة اللوحة للمتحف لمدة ثلاث سنوات.

## روابط خارجية
- روث بادر غينسبورغ على موقع IMDb (الإنجليزية)
- روث بادر غينسبورغ على موقع ميتاكريتيك (الإنجليزية)
- روث بادر غينسبورغ على موقع الموسوعة البريطانية (الإنجليزية)
- روث بادر غينسبورغ على موقع روتن توميتوز (الإنجليزية)
- روث بادر غينسبورغ على موقع مونزينجر (الألمانية)
- روث بادر غينسبورغ على موقع قاعدة بيانات الأفلام العربية
- روث بادر غينسبورغ على موقع ألو سيني (الفرنسية)
- روث بادر غينسبورغ على موقع تيرنر كلاسيك موفيز (الإنجليزية)
- روث بادر غينسبورغ على موقع أول موفي (الإنجليزية)
- روث بادر غينسبورغ على موقع قاعدة بيانات الأفلام السويدية (السويدية)